# Pandora (virksomhed)
 For alternative betydninger, se Pandora (flertydig). (Se også artikler, som begynder med Pandora)
Pandora A/S (NASDAQ OMX: PNDORA) er et dansk internationalt børsnoteret smykkefirma. Pandora designer, fremstiller og markedsfører smykker. Pandoras smykker sælges i mere end 100 lande fordelt på seks kontinenter via ca. 7.800 forhandlere, herunder flere end 2.400 konceptbutikker.
Pandora blev stiftet i 1982 og har hovedkontor i København. Pandora beskæftiger på verdensplan mere end
22.300 medarbejdere, hvoraf flere end 13.000 i verdens største smykkefabrik i Gemopolis Industrial Estate ved Bangkok, og den i marts 2017 nyåbnede fabrik i Chiang Mai. Begge fabrikker ligger i Thailand, hvor virksomheden fremstiller sine smykker. Når den ny fabrik i Chiang Mai er fuldt udbygget i 2019, forventes det samlede antal at blive 20.000 ansatte i smykkeproduktionen.

## Finansielle data
Pandora er noteret på Nasdaq Copenhagen.[kilde mangler] I 2017 udgjorde Pandoras samlede omsætning 22,8 mia. DKK
(ca. EUR 3,0 mia.).

## Historie
Virksomheden blev grundlagt af Winnie Liljeborg og hendes daværende kæreste, senere ægtefælle, Per Enevoldsen. I 1979 overtog parret en lille guldsmedforretning på Nørrebro i København, som to ældre damer ville af med. Tre år senere, i 1982, blev en ny adresse i København fundet og et engrosfirma, Pandora, oprettet. Firmaet importerede smykker fra Thailand og solgte dem til butikker rundt om i Danmark. Da stadig flere kunder kom til, besluttede Winnie Liljeborg og Per Enevoldsen at ansætte en designer, så de kunne fokusere på at skabe deres egne smykker.
Pandora voksede til en international koncern, og efter flere tilnærmelser fra købslystne kapitalfonde besluttede familien sig til at sælge 60 procent af livsværket for et milliardbeløb i 2008. Siden har Winnie Liljeborg, Per Enevoldsen og parrets søn, Christian Enevoldsen gradvist solgt ud af deres aktier i Pandora, der blev børsnoteret i 2010.
Winnie Liljeborg og Per Enevoldsen var gift i mere end 25 år. Selv om de i dag er skilt, har de stadig forretningsmæssigt kontakt med hinanden gennem selskabet North-East Family Office, som de ejer i fællesskab. Selskabet styrer familiens aktiver, herunder deres velgørende formål. Da Pandora i 2010 blev børsnoteret, trådte Per Enevoldsen ud af bestyrelsen. Tiden efter salget blev bl.a. brugt på velgørenhedsarbejde, i dag lever han som ordineret, kronraget buddhistisk munk i et kloster (tempel) i Thailand. Per Enevoldsen blev if. Berlingske Business opgjort som den 14. rigeste dansker i 2016, med en formue på 6,9 mia. kroner. Hans søn, Christian Enevoldsen, bor ligesom sin far i Thailand og har stiftet egen familie.